# Inmigración canaria en Venezuela
Los canarios en Venezuela constituyen el grupo más numeroso dentro de la inmigración española al país. Venezuela ha sido históricamente el destino con mayor presencia canaria, al punto de ser conocida popularmente como «La octava isla». Desde el siglo XVI hasta el siglo xx, esta migración ha sido la más relevante tanto por el volumen de individuos como por el grado de mestizaje con la población aborigen.
La emigración canaria fue una constante durante el proceso de conquista y colonización del territorio, y solo se redujo durante el periodo de la Independencia. A partir de 1831, el flujo migratorio se reactivó con fuerza. La mayoría de los emigrantes —más del 70 %— provenía del occidente del archipiélago, especialmente de islas como Tenerife y El Hierro.
Según datos del Consulado de España en Caracas, en Venezuela residen aproximadamente 62 000 ciudadanos canarios, lo que convierte al país en el lugar con la mayor comunidad de origen canario fuera del archipiélago. Esta cifra se refiere exclusivamente a ciudadanos canarios, sin incluir al conjunto total de ciudadanos españoles en Venezuela, que asciende a 136 145 personas, según el Instituto Nacional de Estadística de España (INE). En diversas ocasiones, la sociedad canaria en Venezuela ha sido calificada como «criolla», en referencia al proceso de hibridación biológica y cultural que ha tenido lugar a lo largo de generaciones. Esta relación histórica y sociocultural ha llevado a que, en determinados contextos, los descendientes de canarios sean percibidos como diferenciados del resto de los inmigrantes españoles en el país.

## Orígenes

### Época colonial (sigloXVI-XVIII)
La migración canaria a Venezuela comenzó en el siglo XVI, en el marco de la expansión colonial española en América. Cuando Cristóbal Colón arribó al Nuevo Mundo, las islas de Tenerife y La Palma aún no habían sido conquistadas por Alonso Fernández de Lugo. Sin embargo, casi noventa años antes, el francés Juan de Béthencourt había iniciado la ocupación de Lanzarote, Fuerteventura y El Hierro, incorporándolas a la Corona de Castilla. Estas conquistas posicionaron al archipiélago como una escala estratégica hacia las Indias debido a su ubicación y a la acción de los vientos alisios. Esta facilitó la integración de las islas en las rutas atlánticas, conectando las necesidades de colonialismo con el transporte de personas, bienes y culturas hacia América.
Con el descubrimiento de América, los aborígenes canarios fueron trasladados a los territorios americanos en el proceso de la colonización española. Paralelamente, finalizada la conquista de Canarias entre finales del siglo XV y principios del XVI, se implementaron políticas de poblamiento en las colonias, promoviendo una «criollización» al integrar tradiciones insulares y locales. Los misioneros, especialmente agustinos y capuchinos, desempeñaron un papel clave en esta política de poblamiento.
A partir del siglo XVI, ejercieron el proceso de establecimiento social, cultural y económica de las colonias españolas en América. Más allá de las políticas de poblamiento impulsadas por la Monarquía Hispánica, los isleños se convirtieron en mediadores culturales entre europeos e indígenas, aportando y adaptándose en el sector agropecuario. En el siglo XVII, comenzaron a desarrollar estructuras sociales propias, conservando elementos distintivos de sus tradiciones. Al mismo tiempo, introdujeron técnicas agrícolas avanzadas como la fruticultura, ganadería y gestión del suelo, elementos que fomentaron la fortalecimiento de una consciencia colectiva de criollos, caracterizada por un intercambio cultural entre los distintos grupos sociales.
En el comercio triangular, establecieron redes comerciales que conectaban los asentamientos españoles con las Islas Canarias y Europa, facilitando el intercambio de productos como vino, azúcar, cacao y tabaco, lo que contribuyó significativamente al desarrollo económico. Durante el siglo XVIII, participaron en el expansionismo y economía de Venezuela. Fundaron nuevas localidades en áreas periféricas, como San Felipe y la colonización de la Guayana venezolana. Asimismo, los capuchinos canarios continuaron su labor evangelizadora en zonas rurales, consolidando una huella profunda en la historia y el desarrollo social del país.
A los criollos de origen canario se les seguía llamando canarios o isleños, o blancos pobres o blancos de orilla. En conjunto, según John Lynch, los canarios y pardos representaban cerca del 75 % del total de la población venezolana (600 000 de un total aproximado de 800 000) al inicio de la independencia.

### Guerra de independencia (sigloXIX)

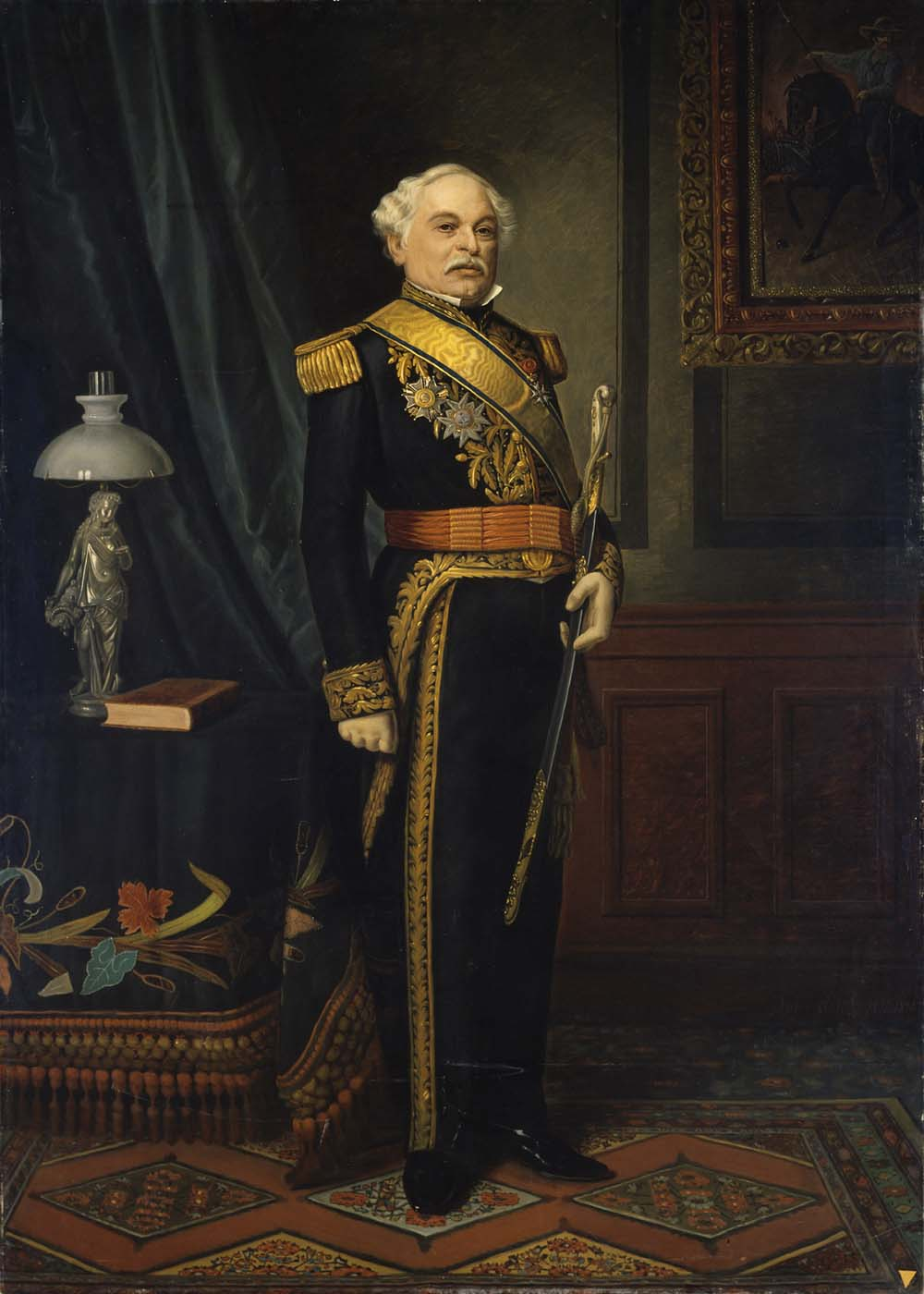
El expresidente José Antonio Páez, de ascendencia canaria.

La independencia de Venezuela, que se desarrolló entre 1810 y 1823, estuvo marcada por conflictos armados entre los patriotas y realistas, que afectó a diferentes grupos, incluyendo a los canarios. En este período, Simón Bolívar promulgó el Decreto de Guerra a Muerte el 15 de junio de 1813 en la ciudad de Trujillo, en el cual declaraba:

Españoles y canarios, contad con la muerte, aún siendo indiferentes, si no obráis activamente en obsequio de la libertad de la América. Americanos, contad con la vida, aun cuando seáis culpables.
Simón Bolívar.

Tras la guerra de independencia, el país enfrentó una crisis severa con la pérdida de un tercio de la población, la destrucción de haciendas y los sectores productivos. A partir de 1831, el primer gobierno de José Antonio Páez promovió la migración de canarios y el regreso de españoles a los territorios de la nueva República de Venezuela, como un mecanismo para reactivar la economía y repoblar el país, consumido por la guerra. Sin embargo, las condiciones ofrecidas eran a menudo precarias. Esto implicó jornadas laborales extensas y deducciones salariales para cubrir el traslado, lo que generó situaciones cercanas a la servidumbre.
La emigración estuvo motivada por factores como sobrepoblación, la crisis de la cochinilla y agrícola hacia finales del siglo XIX, fundando comunidades. Además, el servicio militar obligatorio en España, conllevaba el reclutamiento para la guerra de Cuba, incentivó a muchos a emigrar, buscando exenciones y oportunidades en otros territorios. La mayoría eran campesinos analfabetos que viajaban en familia con la esperanza de establecerse en tierras baldías.
Los canarios desempeñaron la reactivación de la economía agrícola venezolana, especialmente en el café, cacao y caña de azúcar. Su presencia se extendió por regiones como los Andes, Barinas, Guanipa y Guatire, contribuyendo al desarrollo rural. No obstante, su integración fue notaria por tensiones sociales y étnicas, exacerbadas durante conflictos como la Guerra Federal (1858-1863), en la que muchos fueron víctimas de violencia, reflejando los desafíos de un país en vías de desarrollo.

### SigloXX

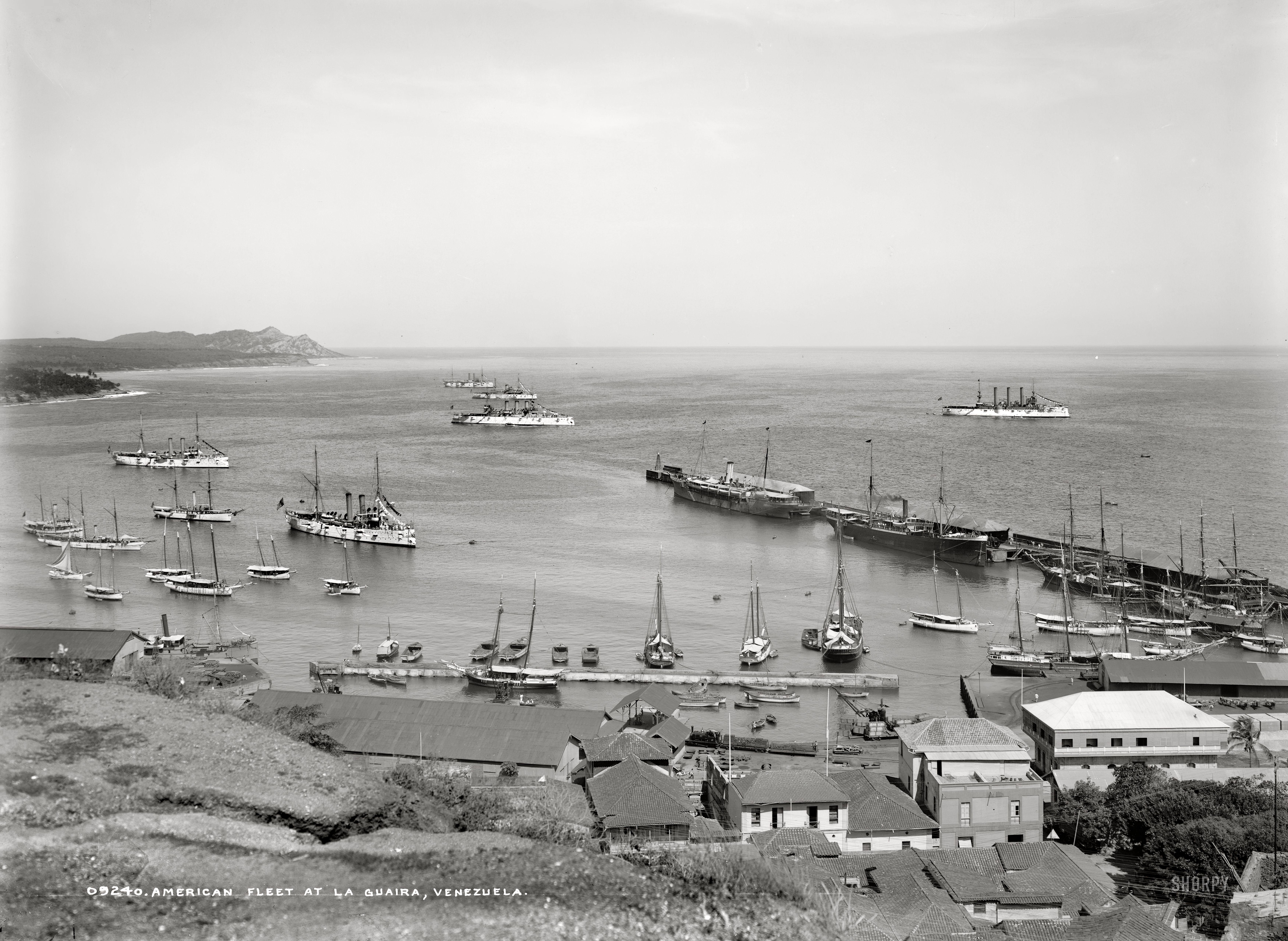
Principal puerto de arribada de los emigrantes canarios a Venezuela. El puerto de La Guaira a principios del.

Venezuela, iniciando el año 1908, durante la dictadura de Juan Vicente Gómez, predominaba: la ruralidad, la pobreza, el analfabetismo, las epidemias y la falta de libertad política. Gómez supervisaba las políticas migratorias, favoreciendo a los españoles, especialmente a los canarios, por tener similitud con la cultura, idioma y ser buenos agricultores. En contraste, rechazaba a inmigrantes asiáticos, como los chinos, a quienes consideraba «fumadores de opio y peligroso su contacto».
El periodo comprendido de la guerra civil española (1936-1939), significó económicamente un retroceso, con una renta per cápita disminuida —hasta los niveles más bajos alcanzados en el siglo anterior—, un total aislamiento político y ausencia de apoyo en la agricultura, la industria y la producción. El intervencionismo fue responsable de un descenso en los cultivos de subsistencia y la ganadería, lo que provocó un aumento del coste de vida, situando a Canarias como la región más cara del Estado. Los salarios permanecían estancados y la población canaria crecía debido al descenso de la mortalidad infantil.
Venezuela es desde el segundo tercio del siglo XX el país americano receptor de mayor número de emigrantes. Tal tendencia se acentuó desde finales de la Segunda Guerra Mundial, y se prolonga hasta los años 60 con un importante crecimiento económico. En la década que va de 1949 a 1959, durante los mandatos de Rómulo Betancourt y Marcos Pérez Jiménez, el Producto Territorial Bruto (PTB) se incrementó a una tasa promedio anual del 8 %. Es decir que, en menos de diez años se duplicó ya que pasó de 12 727 millones de bolívares en 1950 a 23 847 millones en 1958, siendo ésta la tasa más alta de América Latina y, una de las más elevadas del mundo. A pesar de los cuantiosos gastos públicos, se tradujo en un superávit de 3 278 354 659 bolívares para la década 1945-1955.
Los primeros que arribaron a Venezuela lo hicieron como polizones en barcos italianos que, en ruta desde Génova a La Guaira, hacían escala en el puerto de Santa Cruz de Tenerife. Se trató de una emigración poco relevante desde el punto de vista numérico, que afectó solo a una decena de individuos, quienes subían al trasatlántico con cualquier pretexto y permanecían escondidos. A la llegada, eran entregados a las autoridades venezolanas, que inmediatamente les proporcionaban documentación y los dejaban en libertad.
A finales de los años cuarenta y comienzos de los cincuenta, la emigración clandestina se organizó en pequeños barcos que, en la memoria colectiva del pueblo canario, han sido denominados de diversas formas: barcos de la libertad, barcos de la ilusión y, sobre todo, barcos fantasmas. Se trataba de viejos pesqueros destinados a faenar en el cercano banco canario-sahariano o al cabotaje. Pero también barcos europeos, que en viajes hacia América tocaban en los puertos canarios, principalmente en el de Las Palmas. Se dice que unos 12 000 canarios sin papeles partieron entre 1948 y 1950 hacia Venezuela. El Estado acoge a casi la mitad de los españoles, 26 277, un 42,2 % de los 62 237 censados en 1955.

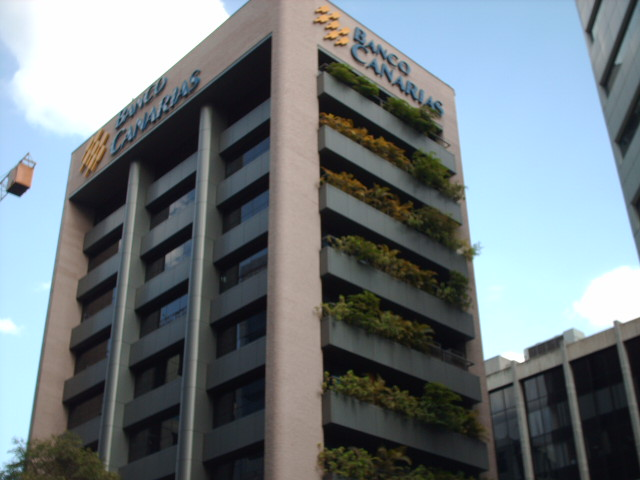
Fotografía de 2009 del edificio del Banco Canarias en Caracas.

No han sido pocas las pequeñas y medianas empresas construidas por los canarios en Venezuela, entre las que destacan Banco Canarias, Aerolíneas Santa Bárbara y Mamusa. Muchas de ellas fueron expropiadas durante el gobierno de Hugo Chávez, como Agroisleña, Fama de América, Alimentos La Lucha y Café Madrid.